# Podlešínský viadukt

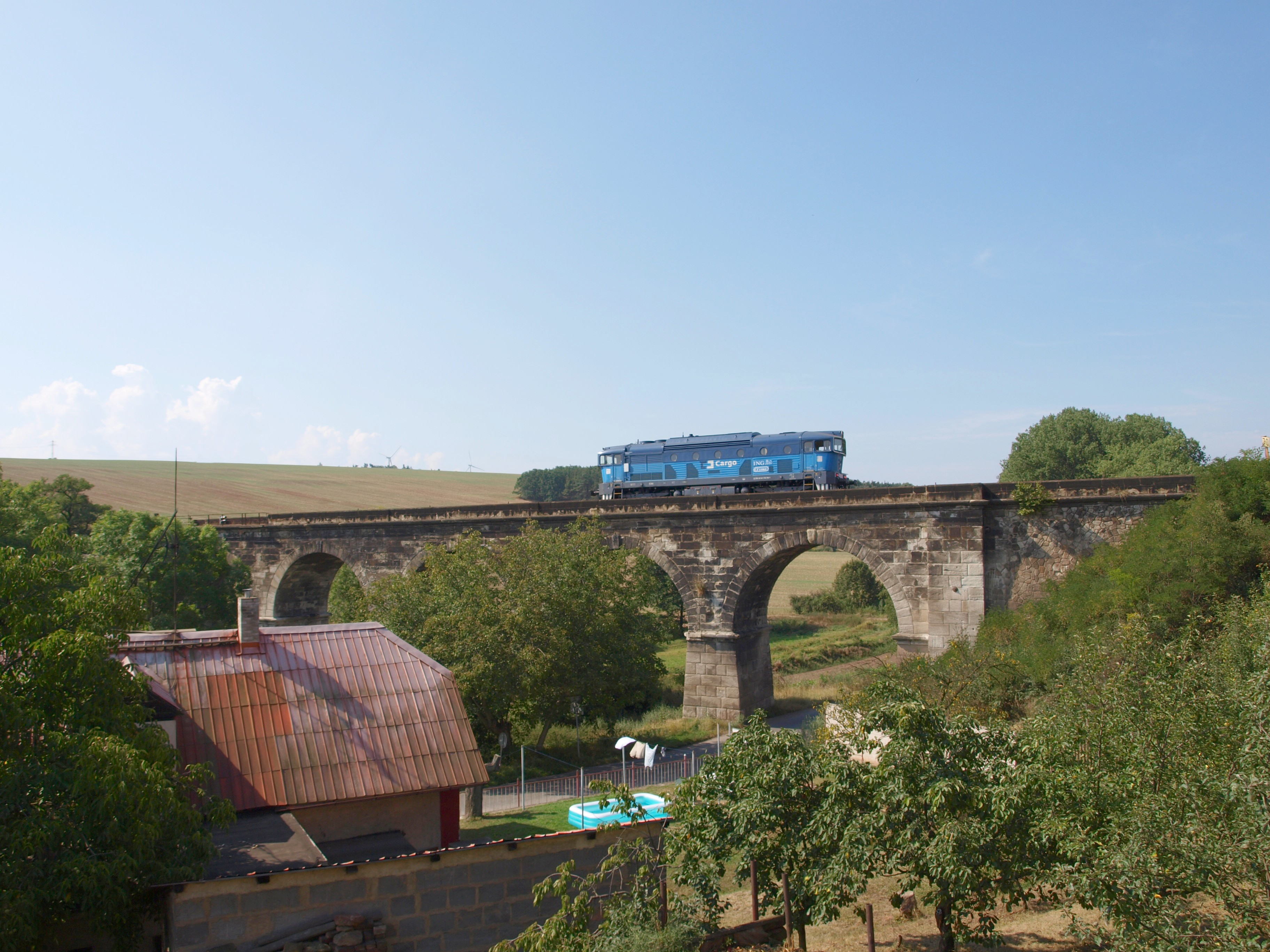
Viadukt s lokomotivou

Podlešínský viadukt je železniční most v katastrálním území Podlešín ve Středočeském kraji, v obvodu železniční stanice Podlešín. Přemosťuje údolí Knovízského potoka. Dochoval se v původním stavu bez úprav. Je chráněn jako kulturní památka České republiky.
Byl postaven v letech 1872 až 1873 jako součást trati Pražsko-duchcovské dráhy, která vedla ze Smíchova přes Středokluky, Slaný a Louny do Duchcova s odbočkou do Mostu.

## Stavební provedení
Most je postaven z kamenného zdiva a pilíře jsou obloženy kvádry z karbonského pískovce, který se těžil ve zdejších pískovcových skalách. Je 95 metrů dlouhý a 17,7 m vysoký. Stavbou jsou proloženy půlkruhové oblouky s rozpětím 10 metrů, které spočívají na kónických hranolových pilířích, které jsou ukončeny profilovanými římsami.

## Vývoj dopravního významu
Viadukt od roku 1884 tvořil mimoúrovňové křížení s místní drahou Kralupy nad Vltavou předměstí – Vinařice (v trase Kralupy nad Vltavou předměstí – Zvoleněves – Knovíz – Vinařice, později prodlouženou do Kladna-Dubí), která vedla podél potoka. 
V roce 1922 byla vybudována spojka mezi oběma tratěmi ze stanice Zvoleněves do stanice Podlešín a na viadukt tím byl přiveden také provoz od Kralup.
Na přilehlém úseku místní dráhy byl roku 1982 zastaven provoz, dráha byla zrušena a kolej snesena. V terénu pod mostem jsou patrné zbytky drážního tělesa. Z Kralup do Zvoleněvsi je trať stále v provozu a vlaky odtud pokračují po spojce na viadukt a do Slaného a Loun, zatímco v původním směru od Středokluk je provoz slabší.

## Letecké útoky na viadukt v dubnu 1945
Dne 22. dubna 1945 v 7:58 hodin byl na lokomotivu stojící na viaduktu proveden letecký útok britskými hloubkovými letci. Lokomotiva byla 80 průstřelnými ranami úplně zničena. Strojvedoucí a topič na této lokomotivě se zachránili útěkem do polí. Tentýž den v 8 hodin ráno přeletěli nad Podlešínem britští hloubkoví letci, kteří napadli osobní vlak vyjíždějící z vlakové stanice Podlešín směrem ke Slanému. Následkem útoku zůstalo na místě 12 mrtvých cestujících a dalších 11 osob těžce raněných. Ranění cestující byli převezeni do nemocnice ve Slaném, kde později všichni svým zraněním podlehli. 
Dne 26. dubna 1945 v 9:20 hodin byla opět napadena stojící lokomotiva na viaduktu. Tímto útokem britských hloubkových letců byla lokomotiva úplně zničena. Při manévrování letadel byla průstřely zapálena slaměná bouda stojící v zahradě pod nádražím a střelami rozbity tašky na střeše několika domů. 